# Paruline couronnée
Seiurus aurocapilla
Genre
Espèce
Répartition géographique
- zone de nidification
- zone d'hivernage

Statut de conservation UICN

 LC  : Préoccupation mineure
La Paruline couronnée (Seiurus aurocapilla, synonyme Seiurus aurocapillus) est une espèce de passereau appartenant à la famille des Parulidae. C'est la seule espèce du genre Seiurus.

## Description

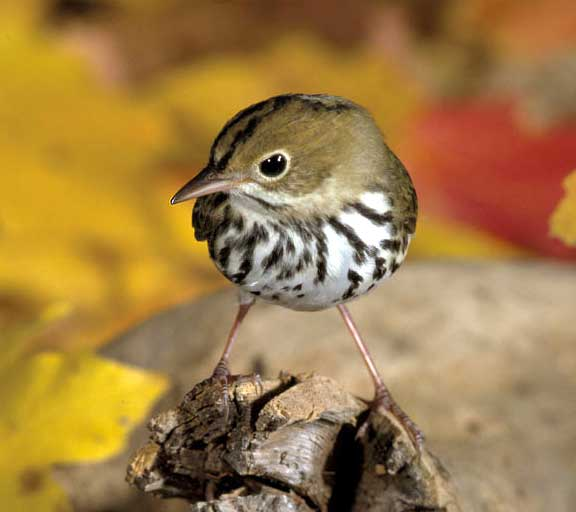

La Paruline couronnée mesure de 14,0 à 16,5 centimètres et pèse environ 19 grammes.
La Paruline couronnée niche en Amérique du Nord à l'est des Rocheuses et hiverne du sud des États-Unis jusqu'au Panama et au Venezuela.

## Habitat et comportements

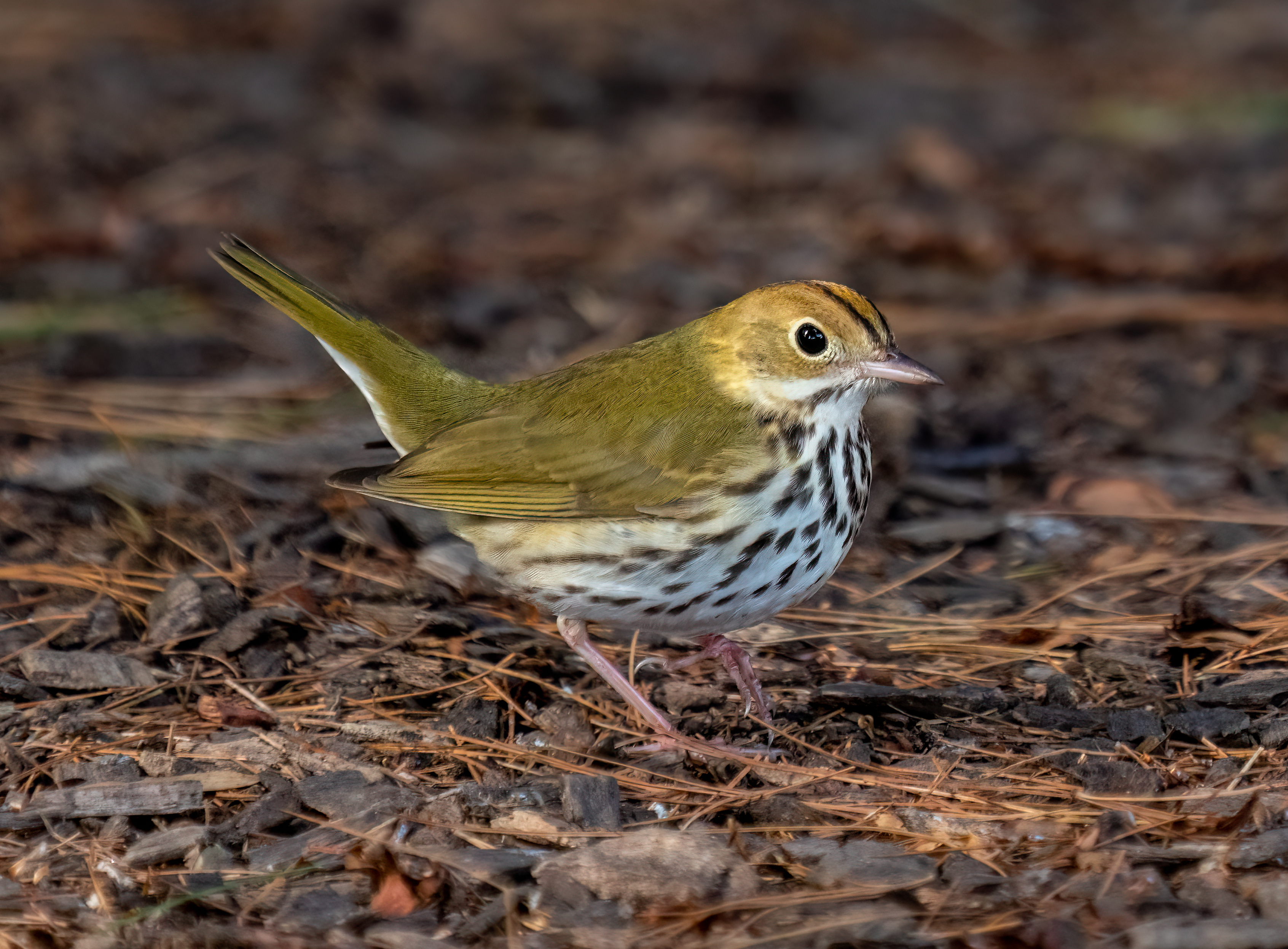
Une paruline couronnée à Prospect Park, New York. Septembre 2022.

Dans leur aire de nidification, les individus sont surtout associés à un couvert forestier mature et fermé avec un sous-bois clairsemé.
Sur le site de nidification, le mâle défend un territoire dont la superficie varie entre 0,2 et 1,8 ha (moyenne de 0,3 ha). La femelle construit seule le nid qui est en forme de coupe posé au sol et recouvert d'un dôme. La femelle pond généralement un œuf par jour pendant 4 ou 5 jours. Les œufs sont incubés pendant une douzaine de jours et les jeunes séjournent au nid pendant 8 à 10 jours après l'éclosion. Les deux parents nourrissent les juvénaux.
La Paruline couronnée se nourrit essentiellement au sol et consomme surtout des invertébrés : insectes, araignées, mille-pattes, centipèdes, escargots et limaces.
La Paruline couronnée est affectée par les perturbations humaines comme la perte et la fragmentation des forêts. Son nid est souvent parasité par le Vacher à tête brune.

## Chant
Le chant typique de la Paruline couronnée est l'un des plus faciles à reconnaître parmi les parulines et aussi l'un des plus forts. Il s'agit d'un ''tipié tipié, tipié, tipié...'' en crescendo. 
L'espèce émet parfois, généralement le soir, un autre chant un peu mystérieux constitué d'un mélange de notes se terminant par deux notes semblables au chant typique.

## Systématique
La Paruline des ruisseaux et la Paruline hochequeue ont longtemps été placées dans ce genre. En 2006, Lovette et Hochachka ont montré qu'elle n'était pas des parentes proches de S. aurocapilla. Sangster (2008) propose donc de les déplacer dans le nouveau genre Parkesia.

### Sous-espèces
D'après Alan P. Peterson, il existe trois sous-espèces :
- Seiurus aurocapilla aurocapilla (Linnaeus, 1766) — centre/Est de l'Amérique du Nord (hiverne en Amérique du Sud) ;
- Seiurus aurocapilla cinereus A.H. Miller, 1942 — centre-ouest des États-Unis (hiverne au Costa Rica) ;
- Seiurus aurocapilla furvior Batchelder, 1918 — Terre-Neuve (hiverne aux Caraïbes).

## Informations supplémentaires

### Livre
- Van Horn, M. A. et T. Donovan. 1994. Ovenbird (Seiurus aurocapilla). Dans The Birds of North America, No. 88 (A. Poole et F. Gill, Eds.). Philadelphia: The Academy of Natural Sciences; Washington, D.C.: The American Ornithologists’ Union.

### Thèse
- Brown DR. Ph.D. (2006). Food supply and the dry-season ecology of a tropical resident bird community and an over-wintering migrant bird species. Tulane University, United States—Louisiana.

### Articles scientifiques
- Ahlering MA & Faaborg J. (2006). Avian habitat management meets conspecific attraction: If you build it, will they come?. Auk. vol 123, no 2. p. 301-312.
- Allen JC, Krieger SM, Walters JR & Collazo JA. (2006). Associations of breeding birds with fire-influenced and riparian-upland gradients in a longleaf pine ecosystem. Auk. vol 123, no 4. p. 1110-1128.
- Bayne EM, Boutin S, Tracz B & Charest K. (2005). Functional and numerical responses of ovenbirds (Seiurus aurocapilla) to changing seismic exploration practices in Alberta's boreal forest. Ecoscience. vol 12, no 2. p. 216-222.
- Betts MG, Forbes GJ, Diamond AW & Taylor PD. (2006). Independent effects of fragmentation on forest songbirds: An organism-based approach. Ecological Applications. vol 16, no 3. p. 1076-1089.
- Brawn JD. (2006). Effects of restoring oak savannas on bird communities and populations. Conservation Biology. vol 20, no 2. p. 460-469.
- Brown DR & Sherry TW. (2006). Food supply controls the body condition of a migrant bird wintering in the tropics. Oecologia. vol 149, no 1. p. 22-32.
- Clark AR, Bell CE & Morris SR. (2005). Comparison of daily avian mortality characteristics at two television towers in western New York, 1970-1999. Wilson Bulletin. vol 117, no 1. p. 35-43.
- Dean KL, Carlisle HA & Swanson DL. (2004). Age structure of neotropical migrants during fall migration in South Dakota: Is the northern Great Plains region an inland "coast"?. Wilson Bulletin. vol 116, no 4. p. 295-303.
- Dugger KM, Faaborg J, Arendt WJ & Hobson KA. (2004). Understanding survival and abundance of overwintering Warblers: Does rainfall matter?. Condor. vol 106, no 4. p. 744-760.
- Habib L, Bayne EM & Boutin S. (2007). Chronic industrial noise affects pairing success and age structure of ovenbirds Seiurus aurocapilla. Journal of Applied Ecology. vol 44, no 1. p. 176-184.
- Harrison RB, Fiona KAS & Robin N. (2005). Stand-level response of breeding forest songbirds to multiple levels of partial-cut harvest in four boreal forest types. Canadian Journal of Forest Research. vol 35, no 7. p. 1553.
- Holmes SB & Pitt DG. (2007). Response of bird communities to selection harvesting in a northern tolerant hardwood forest. Forest Ecology and Management. vol 238, no 1-3. p. 280-292.
- Howell CA, Porneluzi PA, Clawson RL & Faaborg J. (2004). Breeding density affects point-count accuracy in Missouri forest birds. Journal of Field Ornithology. vol 75, no 2. p. 123-133.
- King DI, Degraaf RM, Smith ML & Buonaccorsi JP. (2006). Habitat selection and habitat-specific survival of fledgling ovenbirds (Seiurus aurocapilla). Journal of Zoology. vol 269, no 4. p. 414-421.
- Komar O, O'Shea J, Townsend Peterson A & Navarro-Siguenza AG. (2005). Evidence of latitudinal sexual segregation among migratory birds wintering in Mexico. Auk. vol 122, no 3. p. 938-948.
- Lloyd P, Martin TE, Redmond RL, Langner U & Hart MM. (2005). Linking demographic effects of habitat fragmentation across landscapes to continental source-sink dynamics. Ecological Applications. vol 15, no 5. p. 1504-1514.
- Machtans CS. (2006). Songbird response to seismic lines in the western boreal forest: a manipulative experiment. Canadian Journal of Zoology. vol 84, no 10. p. 1421-1430.
- Mattsson BJ & Niemi GJ. (2006). Factors influencing predation on Ovenbird (Seiurus aurocapilla) nests in northern hardwoods: Interactions across spatial scales. Auk. vol 123, no 1. p. 82-96.
- Molaei G, Oliver J, Andreadis TG, Armstrong PM & Howard JJ. (2006). Molecular identification of blood-meal sources in Culiseta melanura and Culiseta morsitans from an endemic focus of eastern equine encephalitis virus in New York. American Journal of Tropical Medicine & Hygiene. vol 75, no 6. p. 1140-1147.
- Morton ES. (2005). Predation and variation in breeding habitat use in the Ovenbird, with special reference to breeding habitat selection in northwestern Pennsylvania. Wilson Bulletin. vol 117, no 4. p. 327-335.
- Nol E, Francis CM & Burke DM. (2005). Using distance from putative source woodlots to predict occurrence of forest birds in putative sinks. Conservation Biology. vol 19, no 3. p. 836-844.
- Podolsky AL, Simons TR & Collazo JA. (2004). A method of food supplementation for ground-foraging insectivorous songbirds. Journal of Field Ornithology. vol 75, no 3. p. 296-302.
- Sangster, G., « A new genus for the waterthrushes (Parulidae) », Bulletin of the British Ornithologists’ Club 128 (2008), p. 212-215.
- Shifley SR, Thompson FR, Dijak WD, Larson MA & Millspaugh JJ. (2006). Simulated effects of forest management alternatives on landscape structure and habitat suitability in the Midwestern United States. Forest Ecology and Management. vol 229, no 1-3. p. 361-377.